# Darryl Sly
Darryl Hayward Sly, född 3 april 1939 i Collingwood i Ontario, död 28 augusti 2007 i Collingwood, var en kanadensisk ishockeyspelare.
Han spelade 79 matcher i National Hockey League med Vancouver Canucks, Toronto Maple Leafs och Minnesota North Stars. Han spelade också delar av 11 säsonger med minor league Rochester Americans (AHL) och sju säsonger med Barrie Flyers (OHA).
Sly blev olympisk silvermedaljör i ishockey vid vinterspelen 1960 i Squaw Valley.